# Anne Provoost

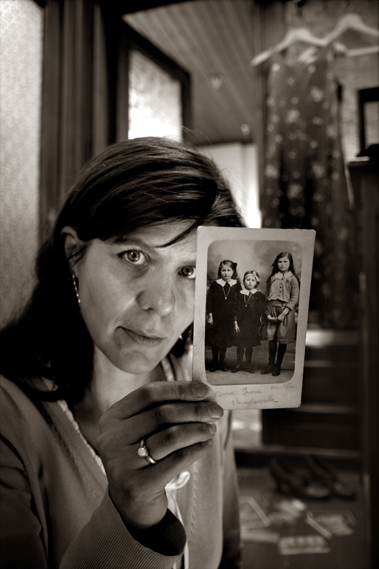
Anne Provoost, 1970

Anne Provoost (* 26. Juli 1964 in Poperinge) ist eine flämische Schriftstellerin.

## Leben und Werk
Provoost wuchs in Woesten auf (heute Teilgemeinde von Vleteren). Sie studierte Literaturwissenschaften und Pädagogik an der Katholieke Universiteit Leuven und graduierte in Germanischer Philologie. Anschließend folgte sie ihrem Mann in die Vereinigten Staaten, wo sie 1990 ihr erstes Buch – „Mijn tante is een grindewal“ – verfasste. 1994 folgte „Vallen“, ein Jugendbuch über Rassismus und Extremismus und 1997 „De roos en het zwijn“. 2001 erschien „De arkvaarders“ und 2007 ihr bislang letzter Roman „In de zon kijken“.
Ihr ursprünglich auf Niederländisch verfasstes Werk ist in zwölf Sprachen übersetzt worden. Als ihr bedeutendstes Buch gilt „Vallen“, wofür sie fünf europäische Literaturpreise erhielt.
Im Juni 2007 kandidierte Provoost als Mitglied der Partei Groen! für den Belgischen Senat. Sie ist Mitglied von P.E.N. und der Koninklijke Academie voor Nederlandse Taal- en Letterkunde und lebt mit ihrem Mann und ihren drei Kindern in Antwerpen.

## Werke und Auszeichnungen
- 1990 – Mijn tante is een grindewal (dt. T.: Tränen sind für die Augen, was der Regenbogen für den Himmel ist) (ISBN 3-89106-144-7)
  - Boekenleeuw 1991
  - Prijs Letterkunde van de Vlaamse Provincies – Jeugd- en kinderboek 1991
- 1991 – De wekker en het mes
- 1991 – Niet uitlachen!
- 1993 – Kauwgom voor de held
- 1994 – Vallen (dt. T.: Fallen) (ISBN 3-89106-281-8)
  - Zilveren Griffel 1995
  - Woutertje Pieterse Prijs 1995
  - Gouden Uil 1995
  - Boekenleeuw 1995
  - Prijs Letterkunde van de Vlaamse Provincies – Jeugd- en Kinderboek 1996
- 1997 – De roos en het zwijn (dt. T.: Rosalenas Spiegel) (ISBN 3-357-00930-7)
  - Sonderpreis der Jury der jungen Leser (Österreich) 2001
  - Gouden Zoen 1998
  - Boekenleeuw 1998
  - LUCHS 2000
- 2001 – De arkvaarders (dt. T.: Flutzeit) (ISBN 3-357-00520-4)
  - Gouden Zoen 2002
  - Boekenwelp 2002
  - Children’s Book Sense Picks USA 2004
  - Prijs Letterkunde van de Provincie West-Vlaanderen – Jeugd- en Kinderboek 2005
- 2007 – In de zon kijken
- 2008 – Beminde Ongelovigen. Atheïstisch sermoen
- 2012 – Springdag

## Weitere Auszeichnungen
- Preis von Nordrhein-Westfalen für Mijn tante is een grindewal, Vallen und De Roos en het zwijn 2000